# Củng (nước)
Củng (chữ Hán phồn thể: 鞏; chữ Hán giản thể: 巩; pinyin: Gǒng) là một nước chư hầu nhỏ thời Xuân Thu.
Di chỉ đô thành của nước Củng nay thuộc khu vực làng Khang Điếm cách khoảng 3 km thị trấn Hiếu Nghĩa thành phố Củng Nghĩa tỉnh Hà Nam, cho nên còn gọi là thành Củng Vương. Xét về địa thế thì phía bắc nước Củng là sông Hoàng Hà, phía tây là sông Lạc Thủy, phía đông có thể khống chế Hổ Lao Quan, phía nam tới tận núi Tung Sơn, có vị trí hiểm yếu. Ngoài ra nước Củng còn là một nước thái ấp giữ chức quan khanh nhà Chu nên vua của nước này được gọi là Củng bá. Về sau nước Củng bị nước Tấn tiêu diệt vào năm 516 TCN.
Sau khi Tấn diệt xong nước này, do vị trí nước Củng thuộc vào lãnh địa của vua Chu, nên mới đem nước Củng tặng cho vương thất nhà Chu. Về sau vào thời Chiến Quốc, nhà Chu bị phân chia thành hai nước là Đông Chu và Tây Chu. Mỗi bên đều bị hai nước Triệu, Sở thao túng tình hình quốc nội. Đông Chu lấy thành Củng Vương làm thủ đô lập quốc. Đông Chu tuy mang danh nghĩa là một nước riêng biệt nhưng trên thực tế lại là thuộc quốc của nước Hàn, về sau bị nước Tần tiêu diệt. Đến thời Tần Thủy Hoàng thì đất Củng được sáp nhập vào quận Tam Xuyên.

## Vua nước Củng
| Thụy hiệu             | Họ tên | Thời gian tại vị    | Thân phận và ghi chú          |
| --------------------- | ------ | ------------------- | ----------------------------- |
| Củng Bá 巩伯          |        | đầu thời Tây Chu    |                               |
| đời sau không rõ      |        |                     |                               |
| Củng Giản công 巩简公 |        | thời Chu Cảnh Vương |                               |
| đời sau không rõ      |        |                     |                               |
|                       |        | thời Chu Kính Vương | 516 TCN bị nước Tấn tiêu diệt |